# День исландского языка
День исландского языка (исл. Dagur íslenskrar tungu) — ежегодный государственный праздник родного языка в Исландии (недоступная ссылка с 15-05-2016 [3204 дня]).
Отмечается 16 ноября и приурочен к дню рождения исландского поэта и писателя Йоунаса Хадльгримссона (1807—1845), участника исландского движения за независимость от Дании (недоступная ссылка с 15-05-2016 [3204 дня]).
Возможность празднования этого дня предложена к рассмотрению осенью 1995 года. Министерство культуры Исландии поддержало эту инициативу; по их мнению, это поможет сохранению и развитию исландского языка. Впервые праздник был отпразднован 16 ноября 1996 года.
К этому дню также приурочено награждение людей, внёсших наибольший вклад в развитие исландского языка, специальной «Премией Йоунаса Хадльгримссона» (недоступная ссылка с 15-05-2016 [3204 дня]).